# Fernando Llorente
Fernando Javier Llorente Torres (Pamplona, 26. veljače 1985.) španjolski je umirovljeni nogometaš.
Llorente je karijeru započeo u Athletic Bilbau, prošavši sve mlađe kategorije kluba postao je jedan od najvažnijih napadačkih igrača cijeloga desetljeća za Athletic. U sezoni 2011./12. postigao je 29 zgoditaka za svoj klub u svim natjecanjima te je proglašen 'legendom Bilbaa'.
Za Španjolsku reprezentaciju nastupa od kraja 2008. godine, a imao je i svoj udio u osvajanju Svjetskog prvenstva 2010. Također, nastupao je i na Euru 2012. na kojemu je Španjolska slavila.

## Djetinjstvo
Kao dječak, Llorente je počeo trenirati u manjim lokalnim klubovima da bi s 11 godina prešao u Athletic Bilbao, a priliku igrati za taj baskijski klub dobio je tako što ima korijene iz Navare.

## Klupska karijera

### Baskonia
Llorente je proveo nekoliko godina u mlađim kategorijama Athletic Bilbaa da bi 2003. prešao u Baskoniju koja je igrala u četvrtoj ligi. Baskonia je klub u kojemu je mnogo mladih igrača Athletica igralo te je od 1997. služila Athleticu kao momčad u kojoj mladi njihovi mladi igrači mogu igrati na profesionalnom nivou. Llorente je zabio 12 pogodaka u 33 susreta što mu je omogućilo promociju u Bilbao Athletic, rezervnu momčad Athletica.

### Bilbao Athletic
U ljeto 2004. Fernando dobiva priliku igrati za rezervnu momčad Athletica te postiže 4 pogotka u 16 utakmica igravši za rezerve u trećoj španjolskoj ligi. Svojim igrama zaslužio je produženje ugovora s Athleticom do 2008. te uskoro dobiva i priliku igrati za prvu momčad.

### Athletic Bilbao

#### Sezona 2004./05.
Dana 16. siječnja 2005. godine Llorente je debitirao za Athletic u La Ligi kada je njegova momčad remizirala s Espanyolom. Tri dana kasnije postigao je tri pogotka u kup utakmici protiv trećeligaša Lanzarotea.

#### Sezona 2005./06.
Prije početka 2005./06. sezone, Llorente je promijenio prijašnji broj 32 s brojem 9. Zabio je već u prvome kolu u baskijskom derbiju protiv Real Sociedada, kada je Athletic pobijedio 3:0, no tijekom sezone mučio se s postizanjem pogodaka, a razlog tomu je dijelom bio i niz ozljeda koje je pretrpio te sezone. Završio je sezonu sa samo četiri postignuta pogotka, dva u ligaškim utakmicama te jedan u kupu.

#### Sezona 2006./07.
Dana 13. srpnja 2006. godine Llorente produžuje svoj ugovor s Athleticom do lipnja 2011. godine, a novi ugovor je uključivao i otkupnu klauzulu od 30 do 50 milijuna eura. Sezonu je započeo kao tek četvrti napadač iza Aritza Aduriza, Josebe Etxeberrie i veterana Ismaela Urzaiza. Loša igra Athletica i loš učinak napadača natjerao je trenera Sarriguartea na rotaciju igrača čime je Llorente dobio priliku više igrati. Sezonu je završio sa samo dva postignuta pogotka u 23 utakmice, iako je postigao vrlo važan pogodak u posljednjim minutama utakmice protiv Valencije koja je završila 1:1.

#### Sezona 2007./08.
Na pripremama za sljedeću sezonu Llorente je postigao šest pogodaka u isto toliko utakmica te mu je vrlo dobra forma donijela i izbor prvog napadača u klubu, iako je ušao u samu sezonu loše, završio ju je s 11 ligaških golova, a Athletic je završio na sredini tablice. Zabio je te sezone četiri pogotka u dvije utakmice protiv Valencije, a Athletic je obje utakmice pobijedio. Postigao je pogotke još i protiv velikana poput Barcelone, Villarreala i Atletica iz Madrida.

#### Sezona 2008./09.
Prije početka 2008./09. sezone Llorente je bio pun samopouzdanja i uvjeren u uspješnu sezonu, te je izjavio: "Znam da sam sposoban zabijati golove i imati dobru godinu te želim novu sezonu započeti onako kako sam i završio prošlu." Unatoč lošoj momčadskoj igri zabio je 14 ligaških pogodaka, te još četiri u kupu kojega je Athletic naposljetku izgubio u finalu protiv Barcelone.

#### Sezona 2009./10.
U sljedećoj sezoni ponovno je postigao dvoznamenkasti broj pogodaka. Veći dio sezone bio je prvi strijelac Europske lige s 8 postignutih pogodaka. Athletic je u ligi završio na 8. mjestu, a Llorente je pridodao 14 pogodaka.

#### Sezona 2010./11.
Dana 28. kolovoza 2010. godine Llorente postiže prvi pogodak sezone u Španjolska|španjolskoj u minimalnoj pobjedi svog kluba nad Herculesom. Dobra forma bila je vidljiva odmah na početku sezone jer je postigao 7 golova u prvih 10 utakmica da bi na kraju sezone postigao sveukupno 19 pogodaka i pomogao Athleticu da se ponovno kvalificira u Europsku ligu.

#### Sezona 2011./12.
U siječnju i veljači 2012. godine u dvije utakmice u razmaku od samo četiri dana Llorente je postigao pet pogodaka; tri je zabio Rayo Vallecanu u 3:2 pobijedi te još dva u kup utakmici protiv Mirandésa u polufinalu španjolskog kupa. U sljedeće dvije domaće utakmica zabio je još tri puta, jednom Espanyolu i ponovno dva puta Mirandesu.
Zabio je pogotke i u obje utakmice Europske lige protiv Manchester Uniteda, a Athletic je pobijedio u obje i prošao dalje sveukupnim rezultatom 5:3. U sljedećoj fazi natjecanja zabio je dvaput Schalkeu u 4:2 pobijedi, pomogavši svojoj momčadi da naposljetku stigne do finala natjecanja.

#### Sezona 2012./13.
U kolovozu 2012. godine Llorente je odbio potpisati novi ugovor s Athleticom povećavši novinarske špekulacije o njegovom odlasku iz kluba. Nakon 0:2 poraza od Real Sociedada 29. rujna, u utakmici u kojoj je ušao u igri pred sami kraj dvoboja, posvađao se s trenerom Bielsom, a dva dana kasnije napustio je prijevremeno trening te je uskoro kažnjen od strane kluba i poslan trenirati s mlađim kategorijama. Te je sezone Llorente vrlo malo igrao i zbog svađe s trenerom i zbog ne produživanja ugovora te je to rezultiralo sa samo pet postignutih pogodaka te sezone u službenim utakmicama.

### Juventus
Dana 3. siječnja 2013. godine Bilbao je potvrdio da Llorente pregovara s čelnicima Juventusa. 21. siječnja sportski direktor Juventusa, Giuseppe Marotta izjavio je da je vrlo optimističan u vezi Llorenteova dolaska u Torino 1. srpnja, rekavši da ga predsjednik Athletica ne želi pustiti u zimskom prijelaznom roku. Tri dana kasnije postignut je i službeni dogovor te je potvrđeno da će Llorente 1. srpnja potpisati četverogodišnji ugovor s Juventusom nakon što mu ugovor s Bilbaom istekne.
Dne 1. srpnja 2013. godine Llorente stiže u Torino te obavlja liječničke preglede te potpisuje s ugovor sa 'Starom Damom'. Nekoliko sati kasnije objavljeno je da će Španjolac nositi broj 14.

### Sevilla
Dana 27. kolovoza 2015. godine, Llorente je potpisao trogodišnji ugovor sa Sevillom s otkupnom klauzulom od 20 mil. € nakon odlaska iz Juventusa.

### Tottenham Hotspur
Krajem kolovoza 2017. godine je Španjolac prešao iz Swansea Cityja u engleskog prvoligaša Tottenham Hotspur. Llorente je na Wembleyju potpisao dvogodišnji ugovor, a Swansea Cityju je pripalo 15 milijuna funti.

### Napoli
U rujnu 2019. godine je se Llorente pridružio redovima talijanskog prvoligaša S.S.C. Napolija kao slobodan igrač. U Napulju je potpisao dvogodišnji ugovor.

## Reprezentativna karijera

### Reprezentativni golovi
| #  | Datum               | Mjesto                                                   | Protivnik         | Pogodak | Rezultat | Natjecanje                     |
| -- | ------------------- | -------------------------------------------------------- | ----------------- | ------- | -------- | ------------------------------ |
| 1. | 11. veljače 2009.   | Estadio Ramón Sánchez Pizjuán, Sevilla, Španjolska       | Engleska          | 2:0     | 2:0      | Prijateljska                   |
| 2. | 20. lipnja 2009.    | Free State Stadion, Bloemfontein, Južnoafrička Republika | JAR               | 2:0     | 2:0      | FIFA Konfederacijski kup 2009. |
| 3. | 28. svibnja 2010.   | Tivoli Neu, Innsbruck, Austrija                          | Saudijska Arabija | 3:2     | 3:2      | Prijateljska                   |
| 4. | 7. rujna 2010.      | El Monumental, Buenos Aires, Argentina                   | Argentina         | 1:3     | 1:4      | Prijateljska                   |
| 5. | 8. listopada 2010.  | Estadio El Helmántico, Salamanca, Španjolska             | Litva             | 1:0     | 3:1      | Kvalifikacije za EURO 2012.    |
| 6. | 8. listopada 2010.  | Estadio El Helmántico, Salamanca, Španjolska             | Litva             | 2:1     | 3:1      | Kvalifikacije za EURO 2012.    |
| 7. | 12. listopada 2010. | Hampden Park, Glasgow, Škotska                           | Škotska           | 3:2     | 3:2      | Kvalifikacije za EURO 2012.    |

## Vanjske poveznice
- Profil na Transfermarktu
- Profil na Soccerwayu